# Turoň

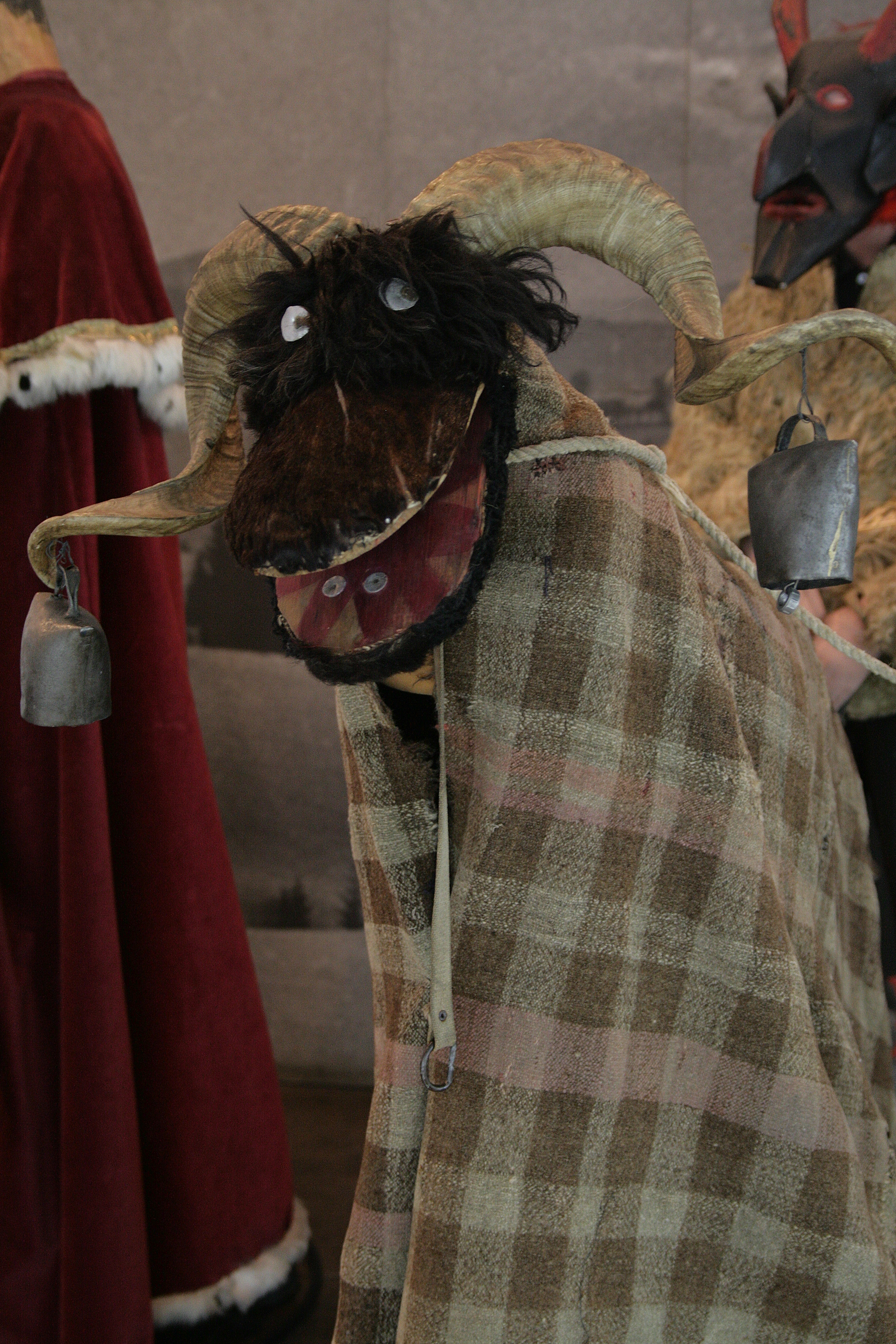
Turoń v Etnografickém muzeu v Krakově

Turoň, či turoń, je slovenská, respektive polská, maska v podobě býka či tura, která se účastní masopustního koledování. Jméno je odvozeno pratura, který ve střední Evropě vyhynul během raného novověku.
Na Slovensku je turoň, turôň či chriapa masopustní maskou, občas se objevuje i při jiných příležitostech. Má podobu tuří hlavy na tyči s otevíratelnou tlamou (chriapou) a zvony na rozích. Muž, který má masku nasazenou, je oblečen do pytloviny či obráceného kožichu, někdy masku nesou dva muži společně. V každém domě se má turoň vyválet v hnoji a být na oko obětován, tím má hnůj nabít kouzelných vlastností. V Čičmanech na Žilinsku se tradovalo, že turoň sloužil k zastrašení Turků a jiných nepřátel. Na počátku 21. se maskování za turoňa zachovalo na severozápadním Slovensku. Jako turôni může být označena celá skupina masopustních koledníků bez ohledu na jejich masku. Etnograf Antonín Václavík se domníval, že se jménem této masopustní maškary souvisí i výraz turíce, který označuje letniční svátky, přičemž oboje podle jeho názoru odkazuje na předkřesťanské jarní oslavy novoročí a svátku zemřelých.
V Polsku je turoń také především masopustní maskou, ale v menší míře se objevuje v celém období mezi Vánocemi a postní dobou. S koledníky vstupuje do domů, honí jeho obyvatele, obzvláště děti a pak zběsile tančí. Poté padá jako mrtvý na podlahu a je oživen douškem vodky. Během 20. století tradice převlékání se turońa téměř zanikla, ale na počátku 21. století je opět oživováno, mimo jiné vyznavači rodnověří. Slavistka Ewa Masłowska se domnívá, že turoń svojí chlupatostí reprezentuje ideální mužství a jeho aktivita má přinášet plodnost, včetně bohaté úrody. taktéž ho spojuje s předkřesťanským náboženstvím a jeho rohy chápe jako symbol srpků měsíce.